# Умаревци
Ума̀ревци е село в Северна България. То се намира в община Ловеч, област Ловеч.

## География
Умаревци се намира на 7 км североизточно от гр. Ловеч, свързани с шосе 301 и железопътна линия.

## История
Селото се споменава за пръв път през 1604 г. в османски документ като „село Омур обасъ“ т.е. родът, задругата на Омур. Ömerovçe – първото известно име на селото 1866-1877 г.

## Население
Численост и дял на етническите групи според преброяването на населението през 2011 г.:
|                     | Численост | Дял (в %) |
| Общо                | 417       | 100,00    |
| Българи             | 410       | 98,32     |
| Турци               | 0         | 0,00      |
| Цигани              | 0         | 0,00      |
| Други               | 0         | 0,00      |
| Не се самоопределят | 0         | 0,00      |
| Неотговорили        | 5         | 1,19      |

## Културни и природни забележителности
Баластерна станция по поречието на река Осъм, над която лежи и селото.
Местността „Дяволското коляно“, която е част от планинската местност наречена „Камъка“. Преди години там е имало кариера за добиване на бели камъни за жп. пътните възли.

## Личности
- Петър Чолов, професор
- Никола Помов-Комитата, опълченец от 5-а опълченска дружина
- Марин Иванов, опълченец от 5-а опълченска дружина
- Тодор Цачев, опълченец от 3-та опълченска дружина
- Атанас Войводов, опълченец от 2-ра опълченска дружина